# إدي شامبرز
إدي شامبرز (بالإنجليزية: Eddie Chambers) مواليد 29 مارس 1982 في بيتسبرغ، الولايات المتحدة، هو ملاكم أمريكي يصنف ضمن فئة الوزن الثقيل. بدأ الملاكمة المحترفة في سنة 2000 عندما كان في الثامنة عشر من العمر.

## إحصائيات
خاض خلال مسيرته 47 نزالا، فاز في 42 وخسر في 5. فاز بالضربة القاضية في 23 نزالا.

## وصلات خارجية
- إدي شامبرز على موقع بوكس ريك (الإنجليزية) (registration required)

- الموقع الرسمي